# Троянские астероиды Юпитера

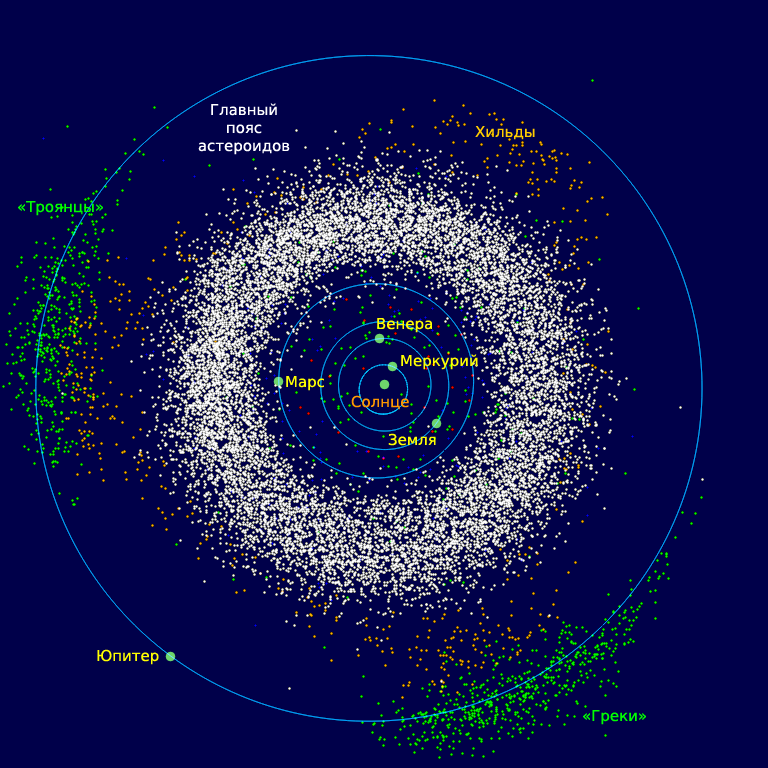
Главный пояс астероидов (белый цвет), троянские астероиды (зелёный цвет) и хильды (оранжевый цвет)

Троянские астероиды Юпитера — это две крупные группы астероидов, движущихся вокруг Солнца почти в окрестностях точек Лагранжа L4 и L5 Юпитера в орбитальном резонансе 1:1. Эти астероиды называют по именам персонажей Троянской войны, описанных в Илиаде.
Существует традиция называть астероиды вокруг точки L4 именами греческих героев, а вокруг точки L5 — защитников Трои. Гектор и Патрокл оказались «не на своих местах», поскольку эта традиция сложилась позже.
Первого «Троянца» обнаружил в 1906 году немецкий астроном Макс Вольф.
«Ахейский лагерь» (или «Греки»): (588) Ахиллес, (624) Гектор, (659) Нестор, (911) Агамемнон, (1143) Одиссей, (1404) Аякс, (1437) Диомед, (1583) Антилох, (1647) Менелай и др. Опережают Юпитер на 60°.
«Троянский лагерь» (или собственно «Троянцы»): (617) Патрокл, (884) Приам, (1172) Эней, (12649) Асканий, (1173) Анхис, (1208) Троил и др. — отстают на 60°.
По состоянию на февраль 2020 в обеих группах у Юпитера обнаружено 6178 таких астероидов, причём греков в L4 почти в два раза больше, чем троянцев в L5.
В более широком смысле «троянцы» — астероиды, находящиеся в окрестностях точек Лагранжа L4 и L5 любой планеты. Кроме троянцев Юпитера известны троянцы Земли, Марса, Урана и Нептуна.

## Исследование космическими аппаратами
В 2021 году NASA запустило автоматическую межпланетную станцию Люси, предназначенную для исследования троянских астероидов Юпитера. В 2027 году зонд прибудет в точку Лагранжа L4 системы Юпитер — Солнце, где проведёт изучение четырёх астероидов: (3548) Эврибат, (15094) Полимела, (11351) Левк и (21900) Орус. Далее, после совершения гравитационного манёвра в поле тяготения Земли, Люси отправится в точку L5, где должна будет встретиться с двойным астероидом (617) Патрокл.